# Новгородова, Екатерина Иннокентьевна
Екатерина Иннокентьевна Новгородова (13 апреля 1929, с. Кытанах, Чурапчинский улус, Якутская АССР — 25 февраля 2024, Якутск, Россия) — агроном-овощевод колхоза имени Ленина Мегино-Кангаласского района Якутской АССР. Заслуженный агроном Российской Федерации. Герой Социалистического Труда (1973).

## Биография
Родилась 13 апреля 1929 года в селе Кытанах Чурапчинского улуса Якутской АССР в крестьянской семье якутов.
С раннего детства, в тяжёлые годы Великой Отечественной войны работала в колхозе в родном селе.
В 1948 году назначена секретарём Кытанахского наслежного Совета, затем — инструктором Чурапчинского райсовета.
В 1955 году окончила сельскохозяйственную школу руководящих кадров в г. Якутске. Получив диплом агронома, работала бригадиром комплексной бригады в Чурапчинском улусе.
С 1957 года — младший агроном колхоза имени Ленина в Мегино-Кангаласском районе, затем более 30 лет руководила овощеводческой бригадой хозяйства.
Бригада овощеводов, умело руководимая Новгородовой Е. И., в годы пятилеток добилась высоких производственных результатов. Впервые в Якутии, работниками бригады Новгородовой, было внедрено электронагревание в парниках, а также выращивание рассады под полиэтиленовой пленкой, выполнено предпосевное закаливание семян овощных культур, осуществлён механизированный полив картофеля и овощей.
Указом Президиума Верховного Совета СССР от 11 декабря 1973 года за высокие производственные показатели по выращиванию овощей бригадиру овощеводческой бригады совхоза имени Ленина Мегино-Кангаласского района Новгородовой Екатерине Иннокентьевне было присвоено высокое звание Героя Социалистического Труда.
Депутат Совета Союза Верховного Совета СССР 8—11 созывов
 (1970—1989) от Якутской АССР.
До выхода на пенсию в 1992 году продолжала работать бригадиром.
Жила в Якутске. Скончалась там же 25 февраля 2024 года на 95-м году жизни.

## Награды и звания
- Герой Социалистического Труда (1973)
- Орден Ленина (1973)
- Орден Октябрьской Революции (1982)
- Орден Трудового Красного Знамени (1966)
- Заслуженный агроном Российской Федерации
- Знак «Отличник народного просвещения РСФСР»
- Знак ЦК ВЛКСМ имени Аркадия Гайдара
- Почётный гражданин Республики Саха (Якутия) (1999)[8]
- Почётный гражданин Мегино-Кангаласского улуса (1987)[9]
- Почётный гражданин Чурапчинского улуса (1999)[10]
- Почётный гражданин Хаптагайского наслега

## Память
Имя Героя Социалистического Труда Е. И. Новгородовой увековечено на мемориальной плите, установленной на здании министерства сельского хозяйства в Якутске (2012).